# سعد خلوقی
سعد خلوقی (عربی: سعد خلوقي؛ زادهٔ ۱۴ مهٔ ۱۹۷۸) شناگر اهل مراکش است. وی در بازی‌های المپیک تابستانی ۲۰۰۰ شرکت کرده‌است.